# ماگدبورگرفورت
ماگدبورگرفورت (به آلمانی: Magdeburgerforth) یک منطقهٔ مسکونی در آلمان است که در موکرن واقع شده‌است. ماگدبورگرفورت  ۲۴۷ نفر جمعیت دارد.